# كرس الشاوش (مستباء)

تعديل مصدري - تعديل

كرس الشاوش هي إحدى قرى عزلة غرب مستباء بمديرية مستباء التابعة لمحافظة حجة، بلغ تعداد سكانها 273 نسمة حسب تعداد اليمن لعام 2004.